# 109435 Giraud
109435 Giraud è un asteroide della fascia principale. Scoperto nel 2001, presenta un'orbita caratterizzata da un semiasse maggiore pari a 3,1949816 au e da un'eccentricità di 0,0707600, inclinata di 21,45123° rispetto all'eclittica.